# Am Rothenbaum
Am Rothenbaum is een tenniscomplex in de Duitse stad Hamburg. Het bevindt zich in het stadsdeel Harvestehude. Het complex telt dertien gravelbanen en wordt gebruikt door Der Club an der Alster, die tot 2049 het erfpachtrecht heeft van het complex. Het stadion dat in 1997 en 2019 verbouwd werd, beschikt over een dak en biedt plaats aan 10.000 toeschouwers.
Am Rothenbaum is sinds 1894 de speellocatie van het ATP-toernooi van Hamburg en van 1987 tot en met 2002 en vanaf 2021 van het WTA-toernooi van Hamburg. Het complex wordt daarnaast voor verschillende beachvolleybalwedstrijden gebruikt; in 2017 en 2018 vonden de World Tour Finals er plaats, in 2019 werden de wereldkampioenschappen er georganiseerd en in 2022 en 2023 vond er een Elite 16 toernooi plaats. In 2022 werd de groepsfase (van groep C) van de Davis Cup georganiseerd onder een gesloten dak op het centre court van Am Rothenbaum. Voor de Davis Cup werd speciaal een hardcourtbaan aangelegd.
De Deutscher Tennis Bund heeft haar hoofdzetel in het complex Am Rothenbaum.

## Geschiedenis
Het stadion biedt momenteel plaats aan 10.000 mensen. In 1956 bood het plaats aan 5.000 toeschouwers, in 1964 werd het stadion uitgebreid naar 8.000 zitplaatsen. In 1980 werd het complex en het stadion gemoderniseerd en het aantal zitplaatsen uitgebreid naar 9.000. In 1989 werden nogmaals 1.000 zitplaatsen toegevoegd tot een aantal van 10.000. In 1997 werd het stadion na twee jaar verbouwen uitgerust met een schuifbaar dak, een unieke constructie die van waaruit van midden uit het stadion een membraandoek wordt uitgeklapt. Bovendien werd de toeschouwerscapaciteit verhoogd naar 13.200. Velen jaren werd de bovenste ring afgedekt en zodoende maar 7.500 zitplaatsen gebruikt voor het toernooi.
Er waren plannen van 2018 tot 2022 een nieuw stadion te bouwen. Tussen de betrokken partijen kwam het evenwel uiteindelijk niet tot een overeenkomst, waardoor een beperktere renovatie in 2019 werd uitgevoerd, deels voor, en deels na het tennistoernooi. Na deze renovatie is de capaciteit gereduceerd tot 10.000 zitplaatsen.

## Evenementenvergunning
Op het complex Am Rothenbaum is een beperkt aantal evenementendagen per jaar toegestaan. De toegestane limiet bedraagt 18 evenementendagen plus vier opstellingsdagen. In 2022 leverde dit een probleem op. Met het ATP/WTA-tennistoernooi van 8 dagen (17 tot en met 24 juli), het Elite 16 beachvolleybaltoernooi van 5 dagen (10 tot en met 14 augustus) en de Davis Cup van 6 dagen (13 tot en met 18 september) werd het aantal toegestane dagen met één dag overschreden. Op een van de zes Davis Cup dagen, moest daarom met een maximum van 1.500 toeschouwers worden gespeeld. 
Vanaf 2024 wordt het mannen- en vrouwentennistoernooi waarschijnlijk weer in gescheiden weken georganiseerd, vanwege verschillende organisatoren. Beide toernooien nemen elk 7 dagen in beslag. Samen met het jaarlijkse internationale beachvolleybaltoernooi van 5 dagen, zou dan ook het aantal evenementendagen met één dag overschreden worden.

## Galerij

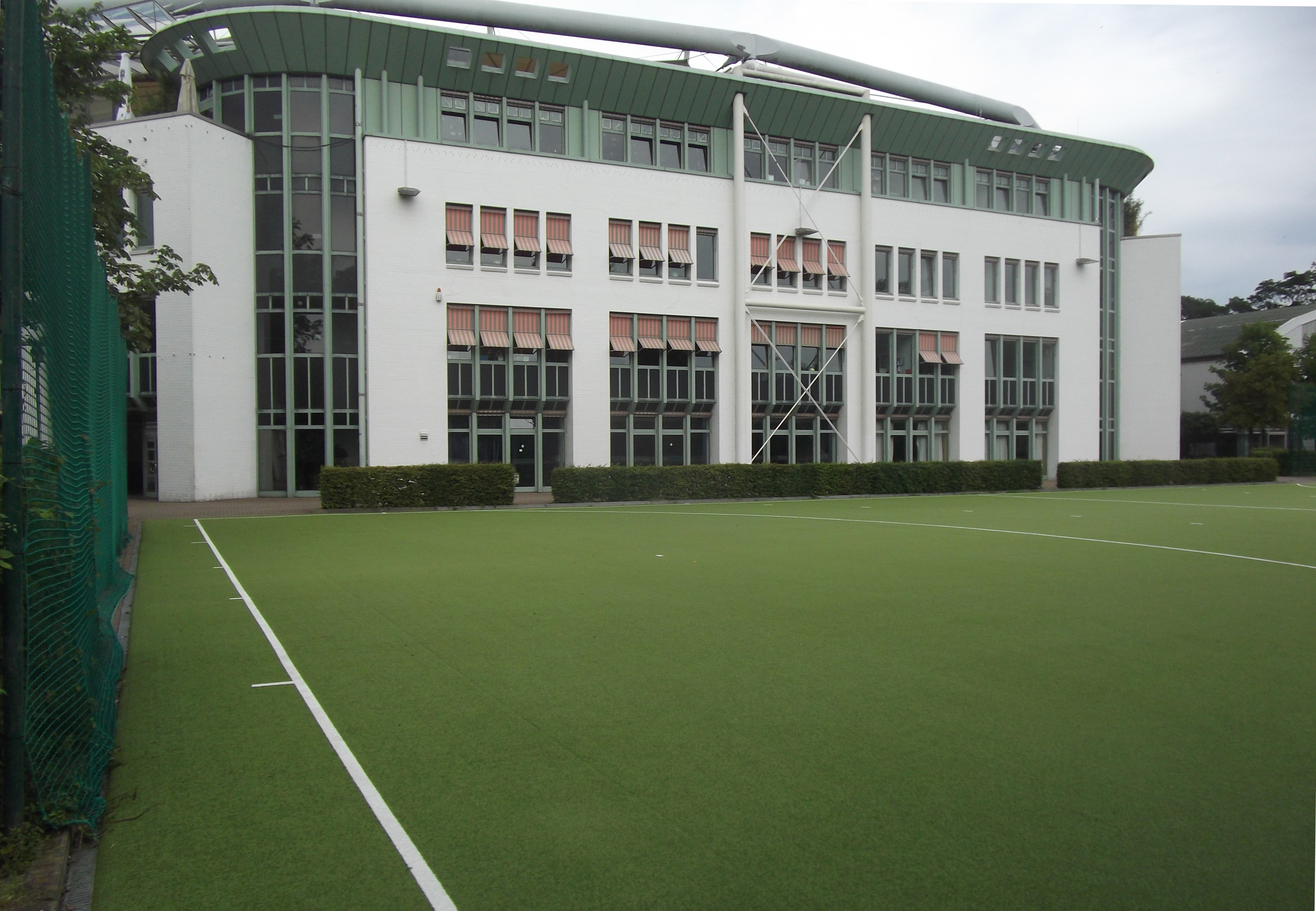
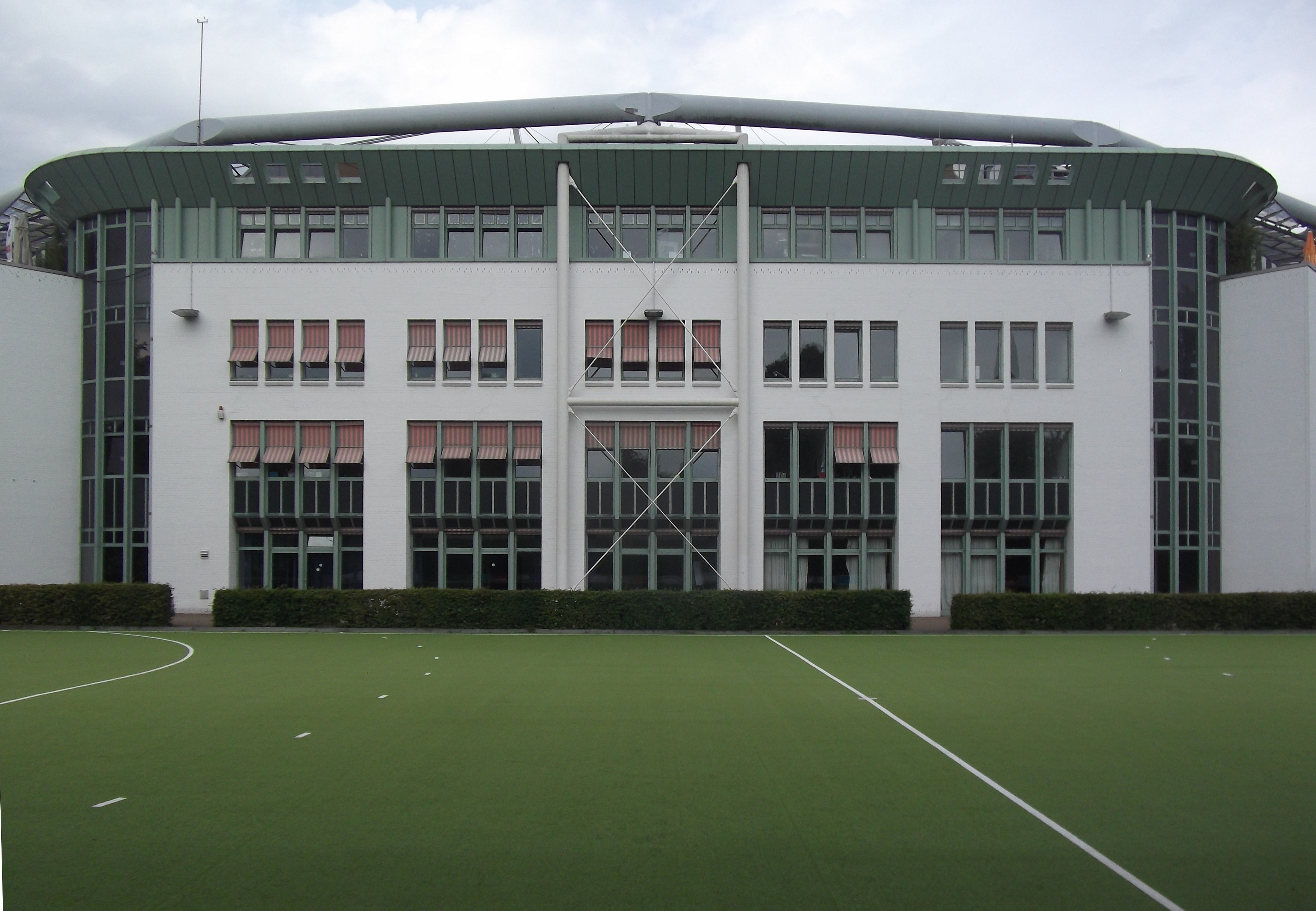
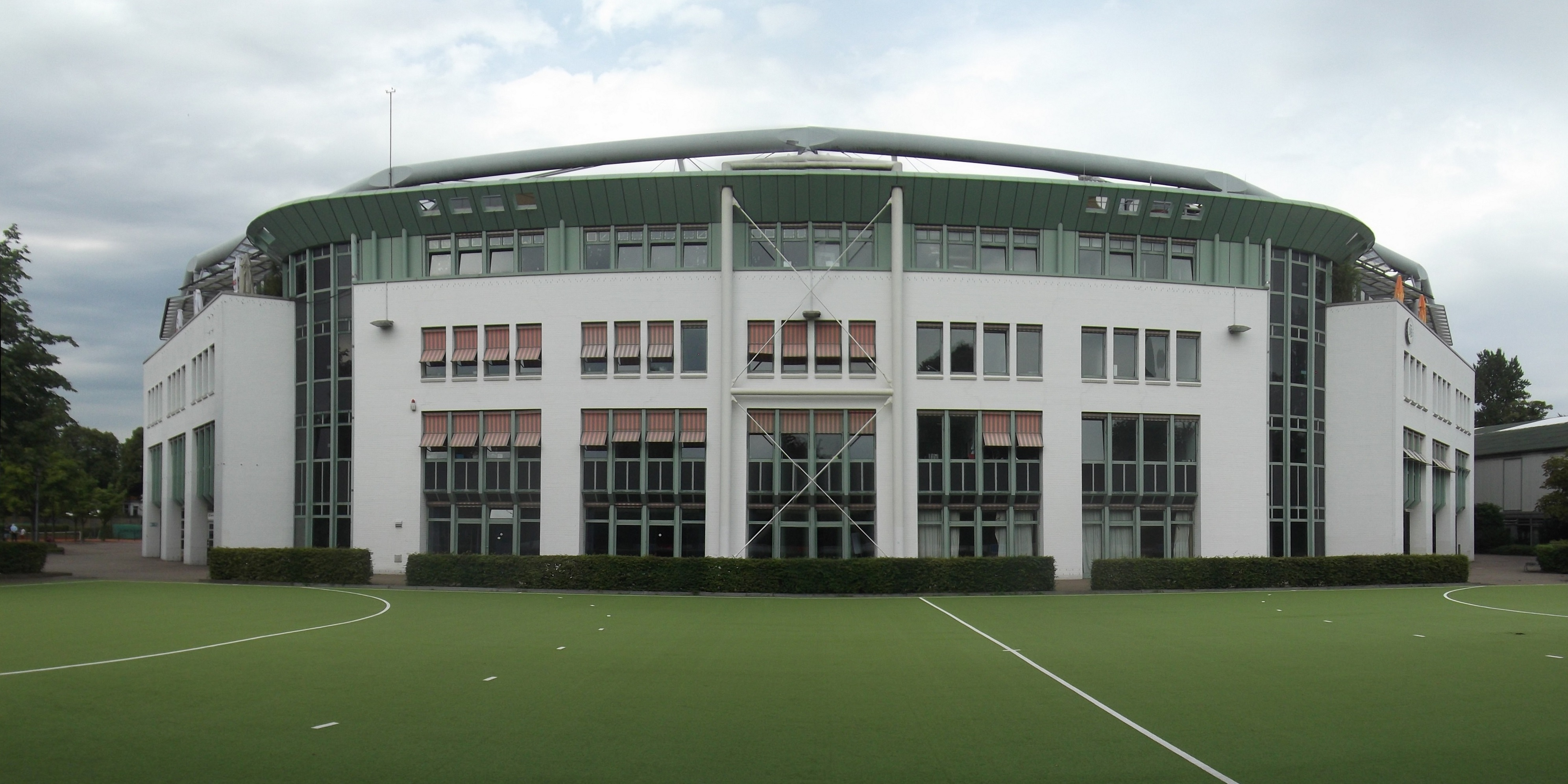
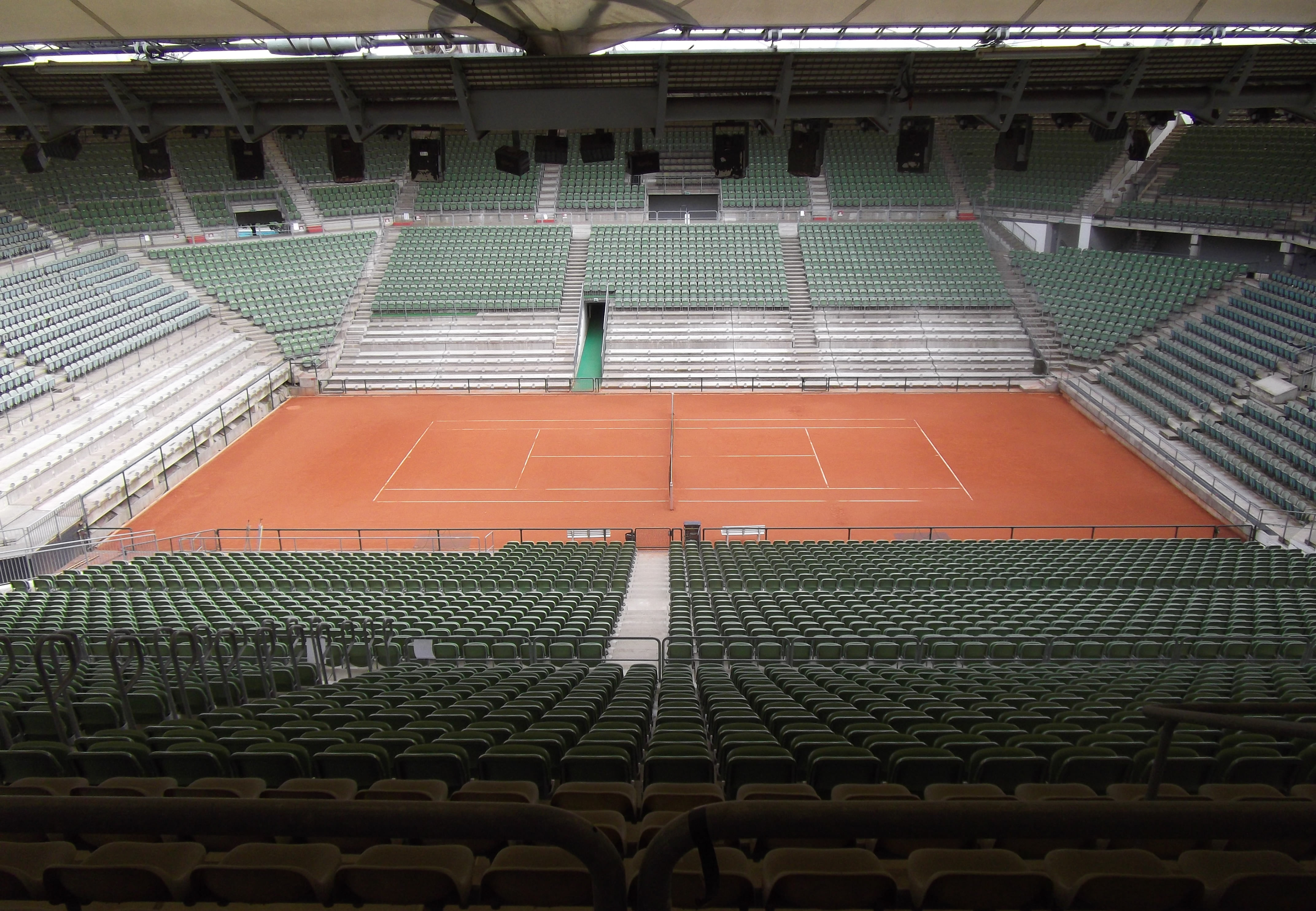
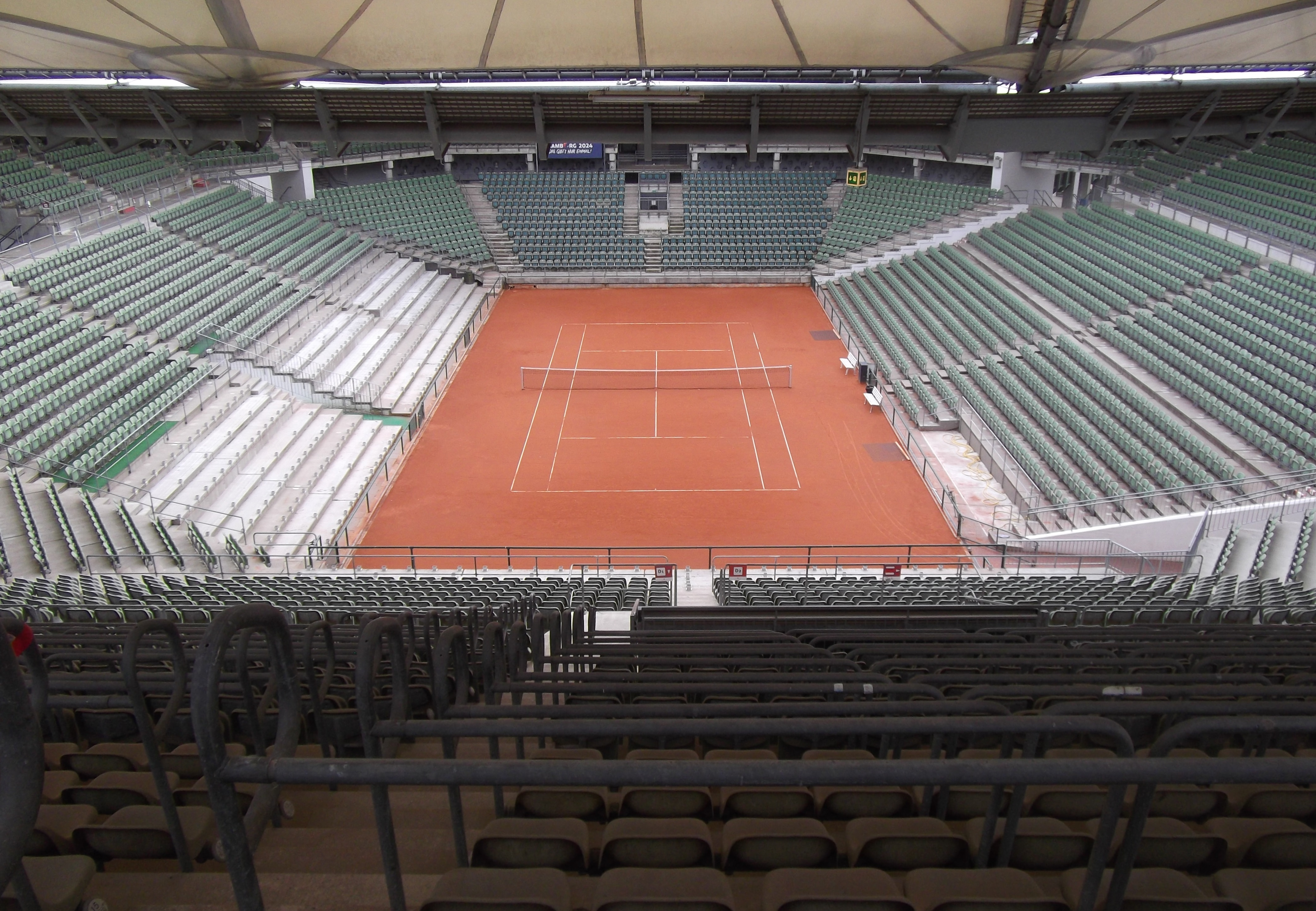
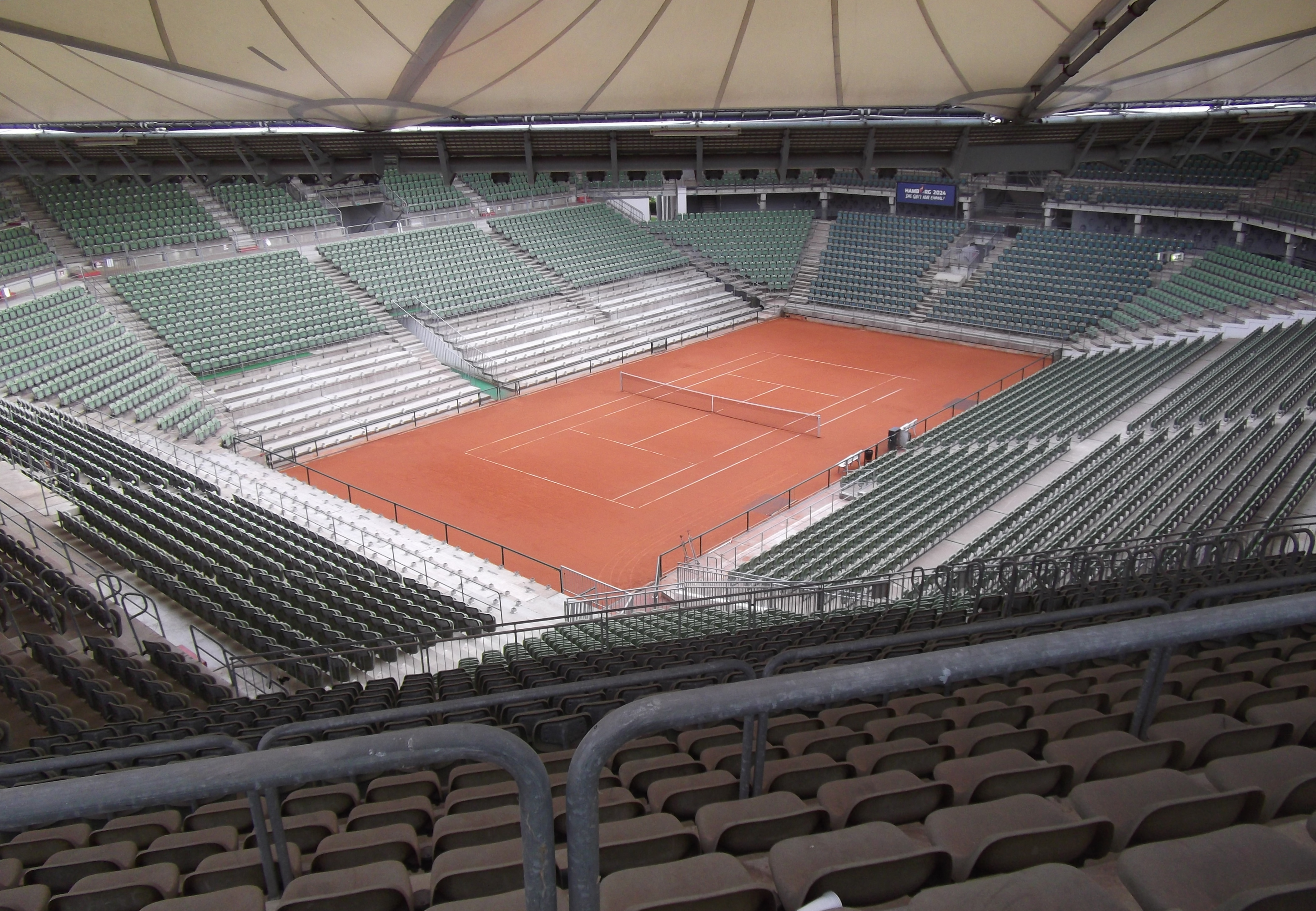
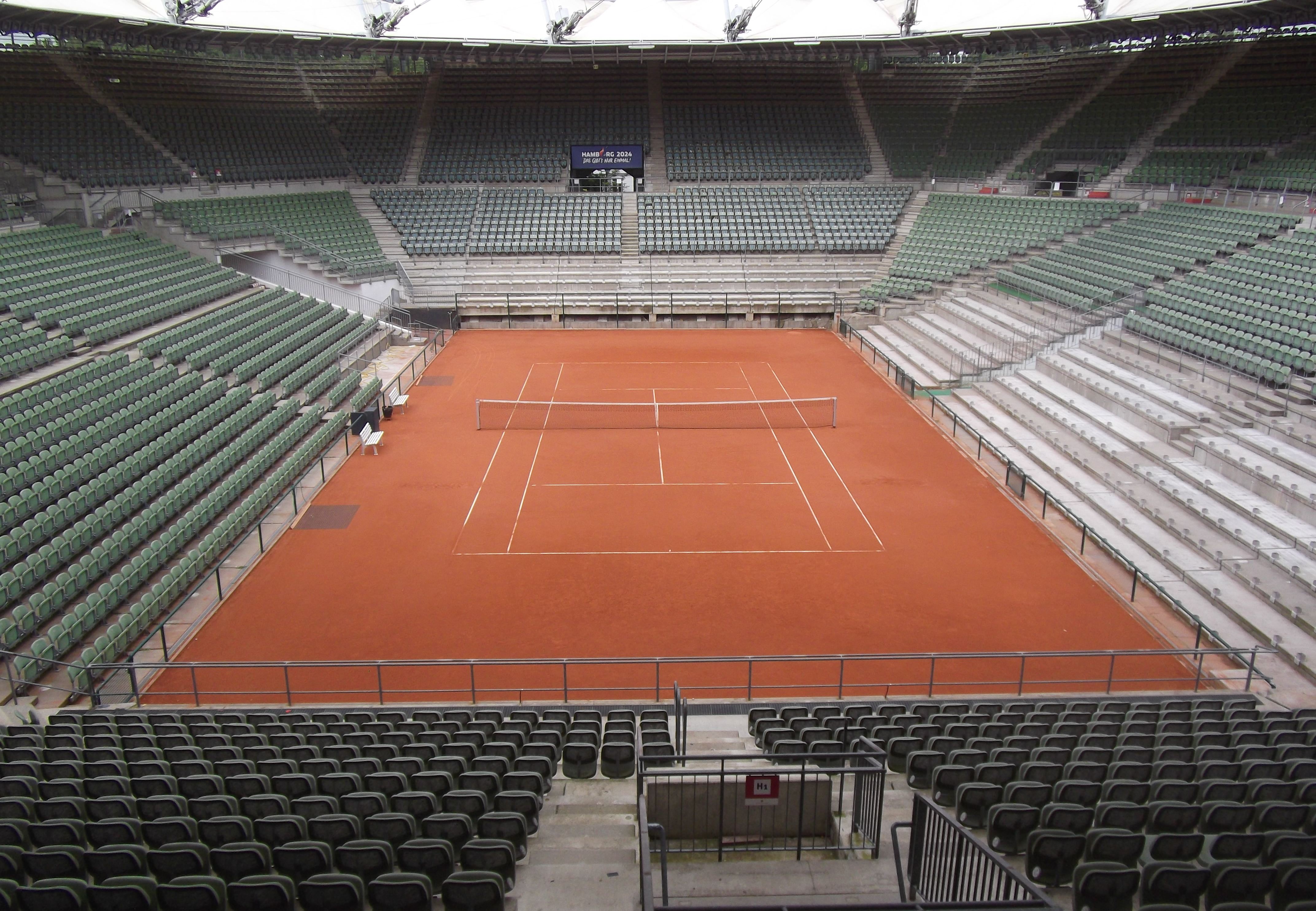
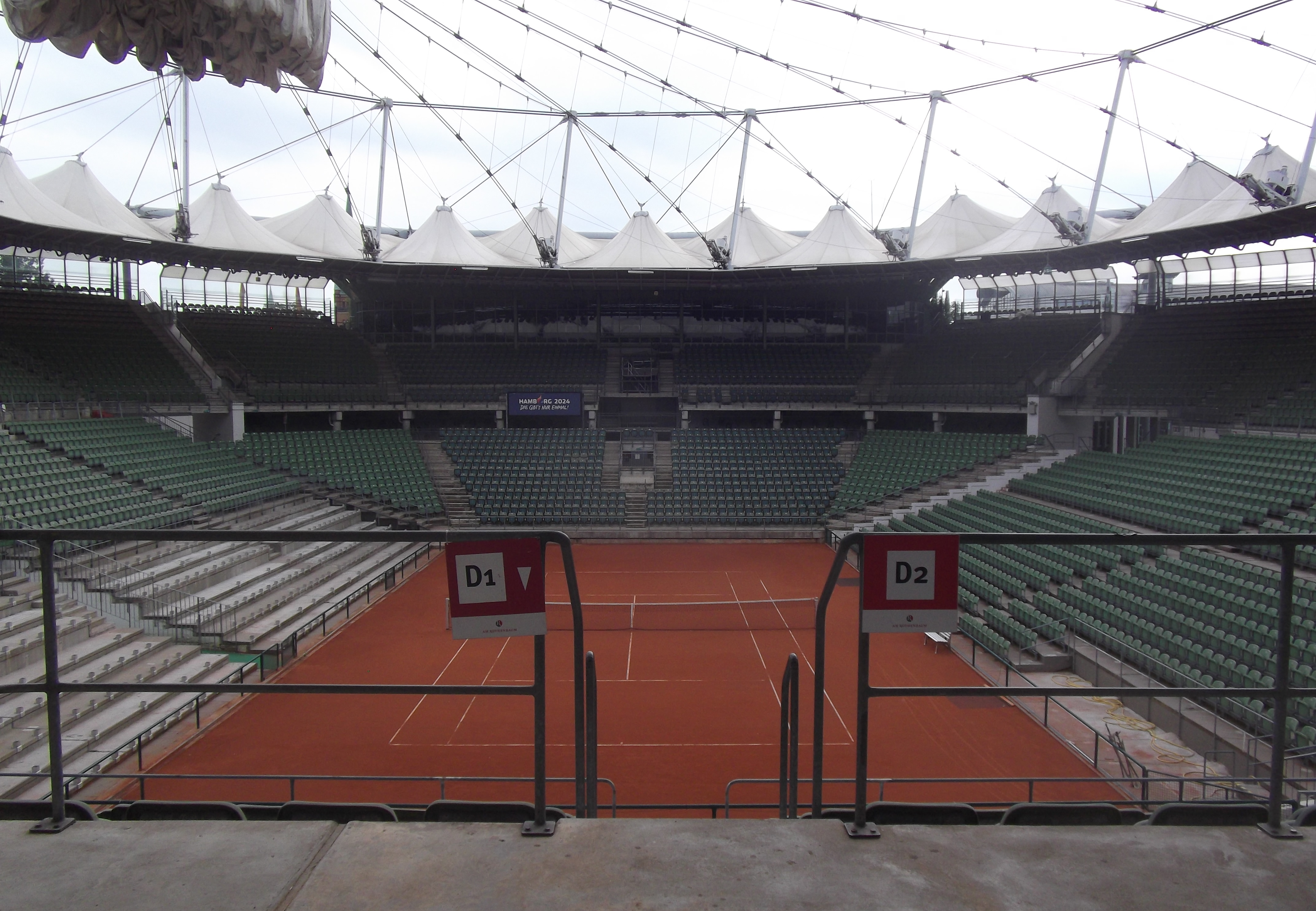
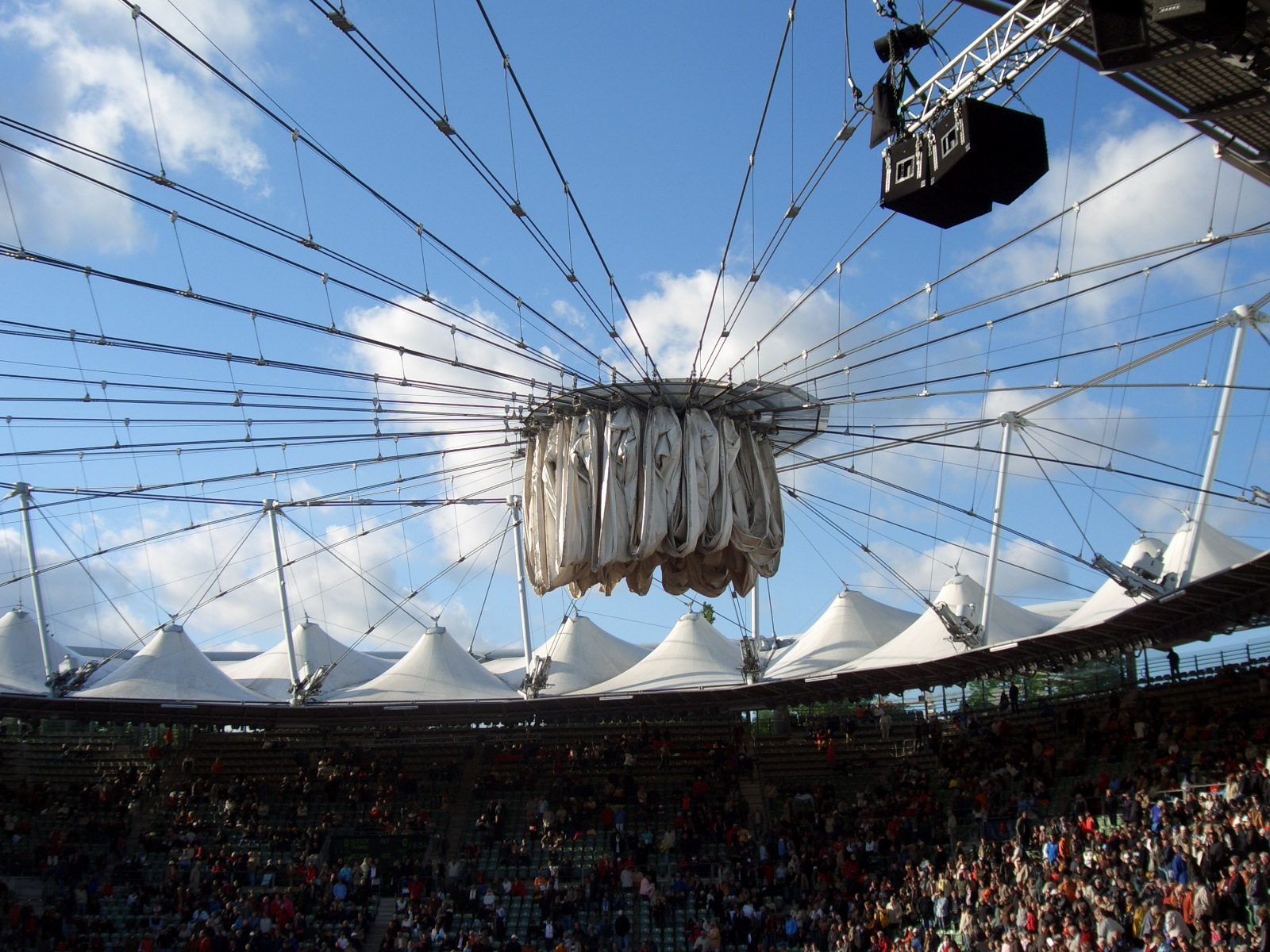